# Бегиниш
Бегиниш (ирл. Beiginis, англ. Beginish — «маленький остров») — необитаемый остров на юго-западе Ирландии, графство Керри, один из островов Бласкет. Здесь находится колония полярных крачек, рождаются длинномордые тюлени.
В ходе археологических раскопок здесь были найдены остатки небольшого поселения викингов X—XII веков: 8 домов, 15 пирамид из камней, 8 убежищ для животных. В некоторых из домов найдены такие вещи, как точильный камень. Раскопки проводились в 1950-х годах М. Дж. О’Келли и были переосмыслены в начале XXI века.